# 穴山站
穴山站（日语：／ Anayama eki */?）是東日本旅客鐵道（JR東日本）中央本線的鐵路車站，位於日本山梨縣韮崎市穴山町。

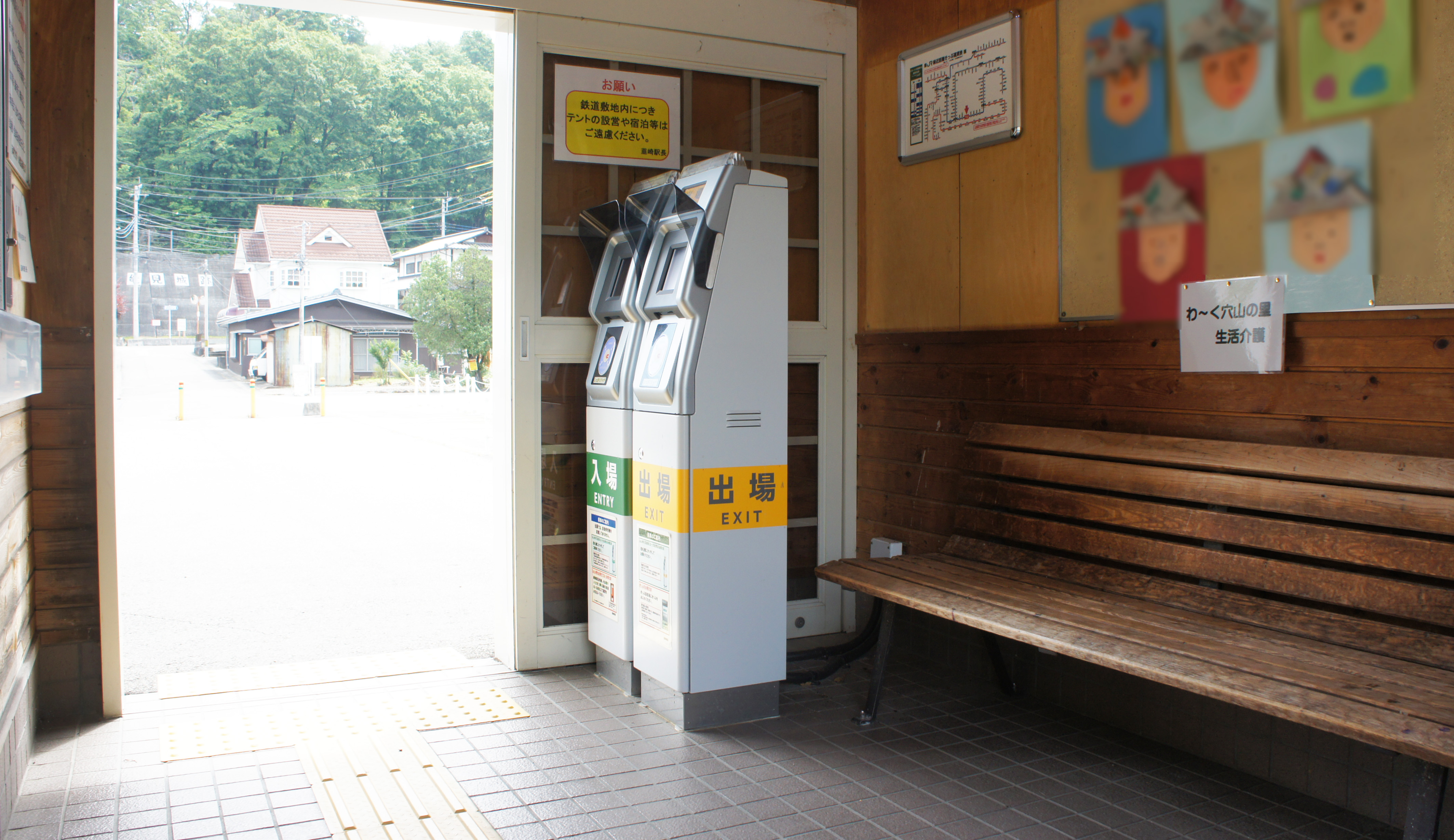
檢票口（2021年6月）

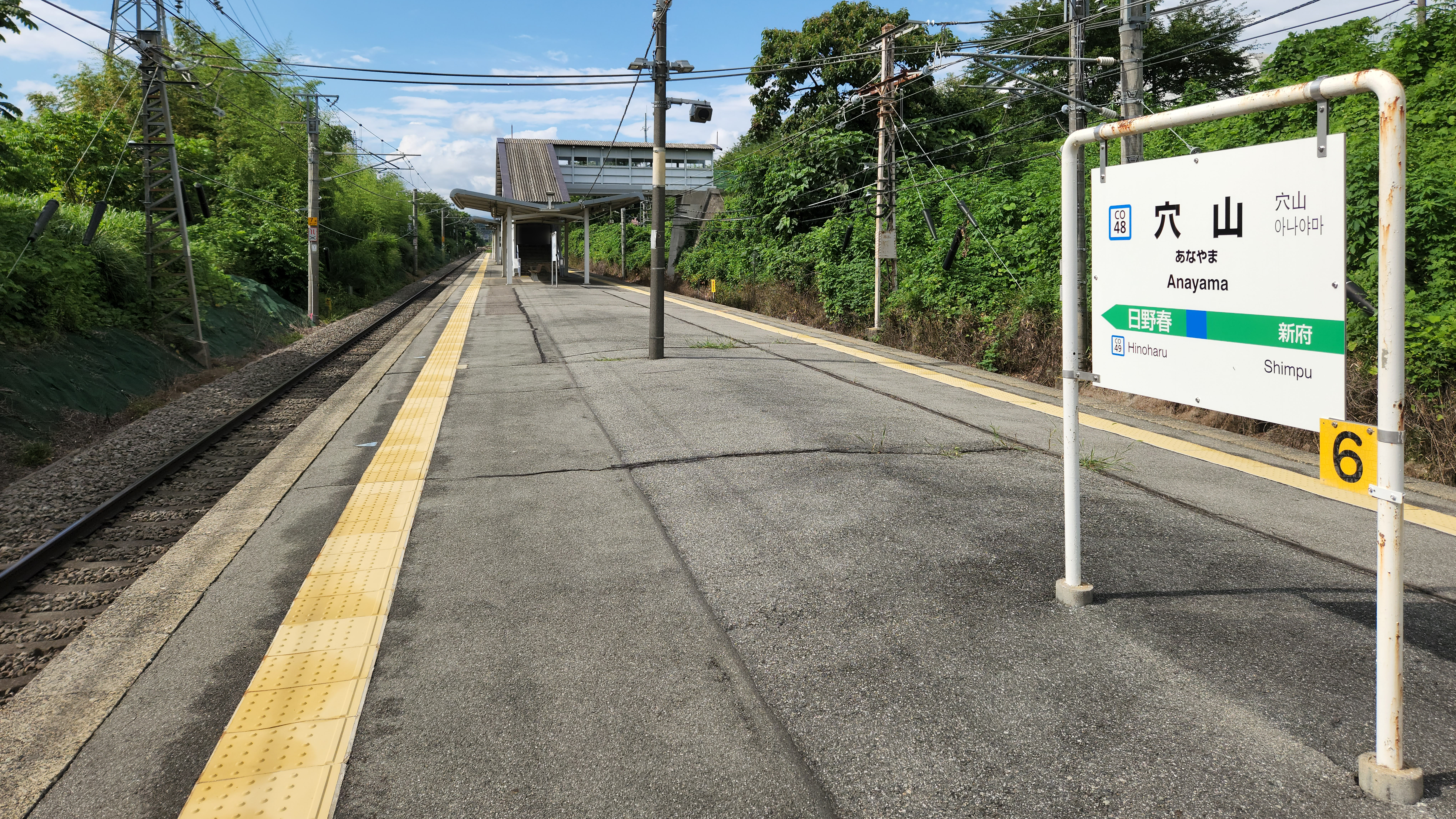
月台（2022年8月）

## 歷史
- 1913年（大正2年）8月1日：開業，為鐵道省的一個車站。
- 1949年（昭和24年）6月1日：成為日本國有鐵道的一個車站。
- 1960年（昭和35年）6月1日：停止辦理貨運業務。
- 1987年（昭和62年）4月1日：國鐵分割民營化，成為東日本旅客鐵道的一個車站。
- 2014年（平成26年）4月1日：本站被编入東京近郊區間，可以使用Suica。

## 車站結構
島式月台1面2線的地面車站。

### 月台配置
| 月台 | 路線     | 方向 | 目的地           |
| ---- | -------- | ---- | ---------------- |
| 西側 | 中央本線 | 下行 | 上諏訪、鹽尻方向 |
| 東側 | 中央本線 | 上行 | 甲府、新宿方向   |

（來源：JR東日本:車站構內圖 （页面存档备份，存于））

## 使用情況
1日平均人次根據「山梨縣統計年鑑」數值除以1年日數算出。
| 上車人次推移       | 上車人次推移     | 上車人次推移 |
| 年度               | 1日平均 上車人次 | 來源         |
| ------------------ | ---------------- | ------------ |
| 2000年（平成12年） | 174              | [ 1 ]        |
| 2001年（平成13年） | 167              | [ 2 ]        |
| 2002年（平成14年） | 162              | [ 3 ]        |
| 2003年（平成15年） | 163              | [ 4 ]        |
| 2004年（平成16年） | 150              | [ 5 ]        |
| 2005年（平成17年） | 165              | [ 6 ]        |
| 2006年（平成18年） | 169              | [ 7 ]        |
| 2007年（平成19年） | 179              | [ 8 ]        |
| 2008年（平成20年） | 170              | [ 9 ]        |
| 2009年（平成21年） | 182              | [ 10 ]       |
| 2010年（平成22年） | 186              | [ 11 ]       |

## 车站周边
- 國道20號
- 長野縣道、山梨縣道17号茅野北杜韮崎線
- 釜無川
- 能見城
- 七里岩
- 穴山郵政局
- 韮崎警察署穴山駐在所

## 相鄰車站
東日本旅客鐵道（JR東日本）
 中央本線
新府（CO 47）－穴山（CO 48）－日野春（CO 49）

## 外部連結
- 車站資訊（穴山）：東日本旅客鐵道